# Torbeo
Torbeo (llamada oficialmente Santa María de Torbeo) es una parroquia y una aldeaespañola del municipio de Ribas del Sil en la provincia de Lugo, Galicia.La correspondiente parroquia eclesiástica está bajo la advocación de Santa María y forma parte del arciprestazgo de Quiroga de la diócesis de Lugo. El templo parroquial se encuentra en la aldea de Torbeo.

## Geografía
Torbeo se caracteriza por su geografía montañosa y su ubicación a lo largo del Río Sil. La altitud varía significativamente debido a la presencia de cañones y colinas, creando un paisaje dramático y pintoresco. La ‘Ribeira Sacra’, donde se encuentra Torbeo, es conocida por sus viñedos en terrazas, que aprovechan las laderas empinadas para cultivar variedades de uva autóctonas. La parroquia esta en gran parte rodeada de centenarios y espléndidos bosques de castaños con una variedad de castaño autóctona denominada "Torbeana" inscrita en el "listado de cultivares de castaña..." de la FAO. Además, tiene en torno a 481 ha de montes vecinales propios y una superficie total de 1620 ha. Torbeo también se encuentra dentro del Geoparque de las Montañas de O Caurel, una zona de gran riqueza geológica y biodiversidad que destaca por sus paisajes únicos y su importancia en la conservación del medio ambiente.
El clima de la región es oceánico, con influencias mediterráneas, lo que permite la viabilidad de la viticultura. Los inviernos son suaves y húmedos, mientras que los veranos son cálidos y secos, condiciones ideales para el cultivo de la vid. La diversidad biológica es rica, con bosques de robles, castaños y vegetación de ribera a lo largo del río Sil.
El río Sil juega un papel crucial en la geografía de Torbeo, no solo definiendo el paisaje, sino también influyendo en el microclima local. El Cañón del Sil, con sus paredes rocosas y empinadas, es una característica geográfica destacada, ofreciendo vistas espectaculares y rutas de senderismo que atraen a numerosos turistas y amantes de la naturaleza.

### Localización
Torbeo se encuentra en la comunidad autónoma de Galicia, en el noroeste de España. Pertenece a la provincia de Lugo y al municipio de Ribas de Sil. La aldea está situada en la margen izquierdo del río Sil, en la comarca de Quiroga, formando parte de la Ribeira Sacra. Su ubicación exacta la coloca en una región montañosa y escarpada, caracterizada por su paisaje de cañones y terrazas de viñedos.
| Noroeste: Monforte de Lemos        | Norte: Puebla del Brollón     | Noreste: Quiroga      |
| Oeste: Monforte de Lemos           |                               | Este: Ribas de Sil    |
| Suroeste: Castro Caldelas (Orense) | Sur: Castro Caldelas (Orense) | Sureste: Río (Orense) |

Torbeo está bien conectada con otras localidades de la Ribeira Sacra y del resto de Galicia a través de carreteras locales. La carretera LU-P-5303 es la principal vía de acceso. Si se toma en dirección a la parroquia vecina de Rairos, se puede enlazar con la N-120 una vía de comunicación importante que une Logroño con Vigo. En la dirección contraria, la carretera lleva al municipio ourensano de Castro Caldelas y a su vez a la OU-536, ampliando las opciones de desplazamiento hacia el sur de la provincia de Ourense. La estación de tren más cercana se encuentra en la localidad de San Clodio, facilitando el acceso desde otras partes de España.

### Organización territorial
La parroquia está formada por veinte entidades de población, constando doce de ellas en el nomenclátor del Instituto Nacional de Estadística español:

#### Entidades de población
Entidades de población que forman parte de la parroquia:
- Barrio (O Barrio)
- Campos
- O Carballiño (O Carballiño)
- Cortes (As Cortes)
- Cubela (A Covela)
- Filgueiro (Figueiro)
- As Fontes
- Lama de Paio
- Moreiras de Baixo (Moreiras de Abaixo)
- Moreiras do Meio (Moreiras do Medio)
- Moreiras de Riba (Moreiras de Arriba)
- Outeiro (O Outeiro)
- Pacios
- Paredes
- Pozas (As Pozas)
- San Lourenzo
- San Martiño
- Torbeo
- Ventosa (A Ventosa)
- Vilares (Os Vilares)

## Demografía
La demografía de Torbeo ha experimentado una evolución en las últimas décadas, con una tendencia a la disminución de la población debido a la migración hacia áreas urbanas. Entre los años 2000 y 2023, la población de la parroquia ha mostrado un descenso constante, reflejado en los datos del Instituto Nacional de Estadística español (INE)

### Parroquia
| Gráfica de evolución demográfica de Torbeo (parroquia) entre 2000 y 2023 |
|                                                                          |
| Datos según el nomenclátor publicado por el INE.                         |

### Aldea
| Gráfica de evolución demográfica de Torbeo (aldea) entre 2000 y 2023 |
|                                                                      |
| Datos según el nomenclátor publicado por el INE.                     |

## Historia

#### Orígenes y Edad Media
La historia de Torbeo se remonta a tiempos antiguos, con evidencias de asentamientos humanos que datan de la época romana. En la Edad Media, la parroquia de Santa María de Torbeo tenía una gran importancia religiosa y social en la región. La iglesia de Santa María de Torbeo, un templo románico del siglo XII, es un testimonio de esta época. La arquitectura de la iglesia es un claro ejemplo del románico rural gallego, con elementos característicos como su ábside semicircular y los canecillos decorados.
Durante el período medieval, Torbeo y sus alrededores estuvieron bajo la influencia de la abadía benedictina local. La economía y la vida social giraban en torno a esta institución religiosa, que tenía el control de numerosas tierras y propiedades en la región. La abadía ejercía una fuerte influencia no solo en aspectos espirituales, sino también en la administración de justicia y la recaudación de impuestos.
Hay constancia de la existencia de un importante monasterio desde el siglo XII al XVI. Son múltiples los textos que hacen referencia a Vasco Pérez de Quiroga (nacido en 1135), enterrado en la abadía de Torbeo y en cuya lápida se podía leer: 

Aquí iace el Bon Quiroga rico ome de Castella. Fo muy umilloso e caritativo que a ninguen dexo morrer de fame; requiescat in pace

#### Siglos XVI a XVIII
En el siglo XVI, la parroquia de Santa María de Torbeo ya era conocida por su iglesia y sus monumentos. En tiempos de Felipe II, se registró que la parroquia tenía 100 vasallos, lo que indica una población considerable para la época. Los registros históricos también mencionan la existencia de varias capillas y pazos, que reflejan la importancia de la nobleza y las familias influyentes en la región.
Durante los siglos XVII y XVIII, Torbeo siguió siendo un centro de actividad agrícola y ganadera. La economía local se basaba principalmente en la producción de vino, cereal y la cría de ganado. La Ribeira Sacra, región a la que pertenece Torbeo, era ya reconocida por la calidad de sus vinos, una tradición que continúa hasta nuestros días.
En el conocido como nomenclátor de Floridablanca (1789), la jurisdicción de Torbéo (sic), en la provincia de Orense en aquella época, se cita como «coto redondo de Torbéo», de señorío eclesiástico y secular, con jurisdicción ordinaria por el párroco y el conde de Lemos.

#### SigloXIXy principios delXX
El siglo XIX trajo cambios significativos a Torbeo y su entorno. La desamortización de Mendizábal afectó a muchas propiedades eclesiásticas, alterando la estructura de la tenencia de la tierra. A pesar de estos cambios, la comunidad de Torbeo logró mantener muchas de sus tradiciones y estructuras sociales. 

Torbeo fue ayuntamiento y contaba con 1,030 habitantes en 1827. Sin embargo, su condición de sede administrativa cambió con la llegada del ferrocarril en 1833. En ese año, el municipio de Ribas de Sil pasó de pertenecer a la provincia de Ourense a la de Lugo, y la capitalidad se trasladó a San Clodio.La construcción de la línea ferroviaria, que no pasaba por Torbeo, provocó un desplazamiento económico y demográfico significativo hacia las áreas cercanas a la nueva infraestructura de transporte. Como resultado de esta reconfiguración geográfica y económica, el ayuntamiento se trasladó a la parroquia de San Clodio, ubicada en la parte baja de la montaña, por donde sí pasaba el ferrocarril. Este cambio facilitó el acceso a los servicios y mejoró las comunicaciones, pero también significó que Torbeo dejara de ser el centro administrativo del municipio.

Escudo de Torbeo

En el Diccionario Geográfico y Estadístico de España de Sebastián de Miñano (1828) se dice de la parroquia:

Del otro lado de este río (Sil) se halla la extensa y rica abadía y coto de Santa María de Torveo, en una cuesta muy alta y con varias quebradas pobladas de castaños
VILLAMARIN (SAN PEDRO FELIX DE), tomo IX, pág. 392

Durante esta época, destaca la figura de Filomena Arias Armesto, conocida como "La Bruja o Sabia de Torbeo". Un singular caso de curanderismo y adivinación en la Galicia. Su fama fue tal que, a Torbeo acudían gentes de toda la geografía gallega, León, Ponferrada y Asturias, en busca de sus milagrosos remedios y de sus visiones”. La “obra y milagros” de Filomena está presente en numerosas publicaciones; en Madera de boj de Camilo José Cela, en Lendas galegas de tradición oral, en la Guía da Galicia máxica..., Filomena vivió sus últimos años en Monforte de Lemos, y su legado perdura en la memoria colectiva de la región.

#### Guerra Civil y Dictadura
La guerra civil española (1936-1939) y la posterior dictadura franquista tuvieron un impacto significativo en Torbeo, como en muchas otras partes de España. La represión política y las dificultades económicas marcaron esta época. Sin embargo, la comunidad de Torbeo mostró resiliencia y continuó con sus actividades agrícolas y ganaderas, aunque en condiciones más que difíciles.

#### Época Contemporánea
En las últimas décadas, Torbeo ha experimentado una disminución significativa de población debido a la migración hacia áreas urbanas. Sin embargo, se han implementado numerosos esfuerzos para revitalizar la parroquia y su entorno. La promoción del turismo rural y la valorización de la Ribeira Sacra como destino turístico han atraído a visitantes interesados en la historia, la cultura y la naturaleza de la región.

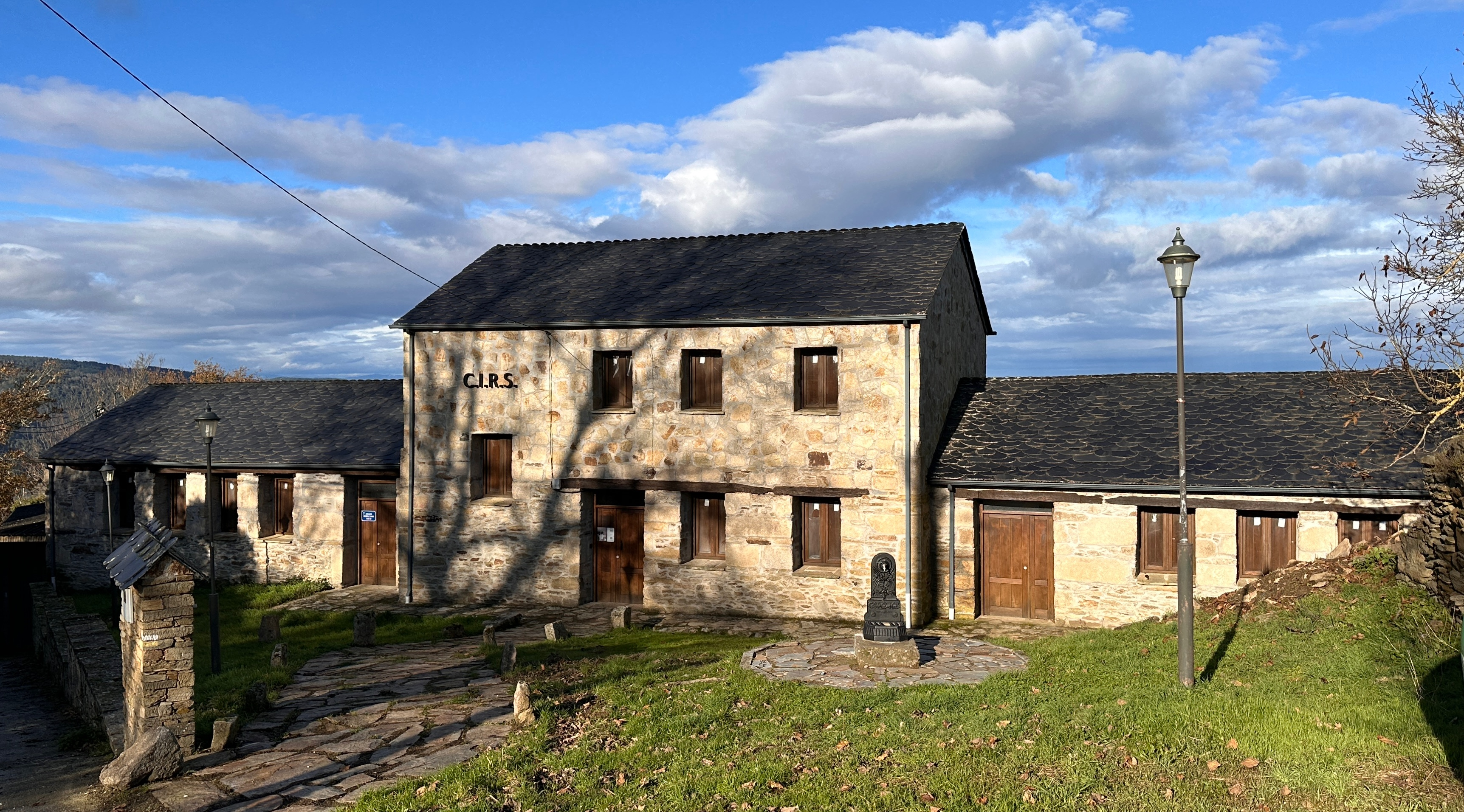
Centro de Interpretación del Río Sil en Torbeo (CIRS)

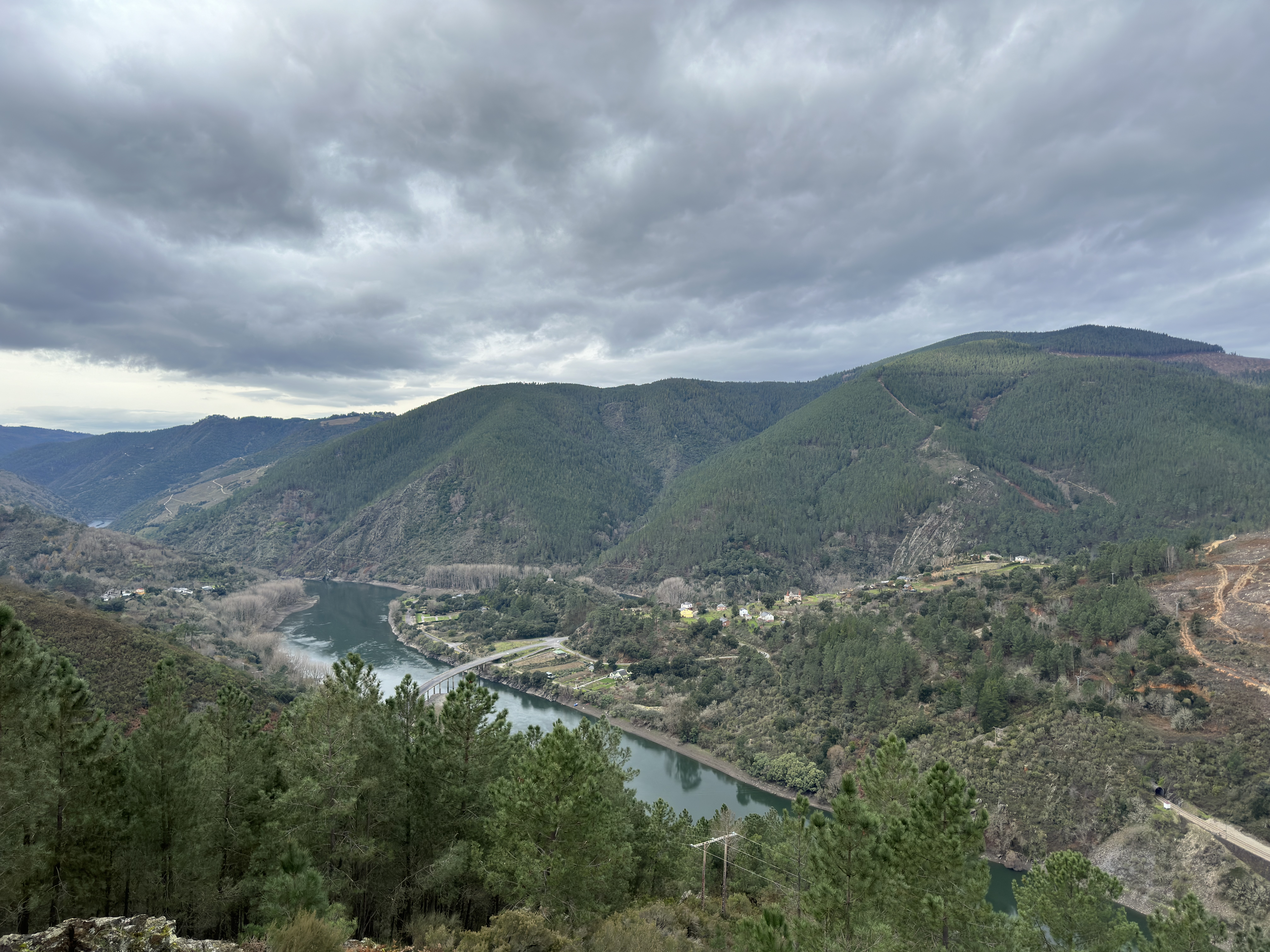
Miradoiro de Pena do Ladeiro con vista a la aldea de As Covas

Entre las iniciativas destacadas se encuentra la recuperación de senderos históricos, como la Ruta de A Cubela, que ofrece a los excursionistas la oportunidad de explorar paisajes impresionantes a lo largo de la rivera del Río Sil y conectar con el patrimonio local, destacando la aldea de A Cubela y su capilla de San Antón. Además, la promoción de los vinos de la Ribeira Sacra ha puesto en valor una tradición vitivinícola que se remonta a siglos atrás, atrayendo a enólogos y turistas por igual.

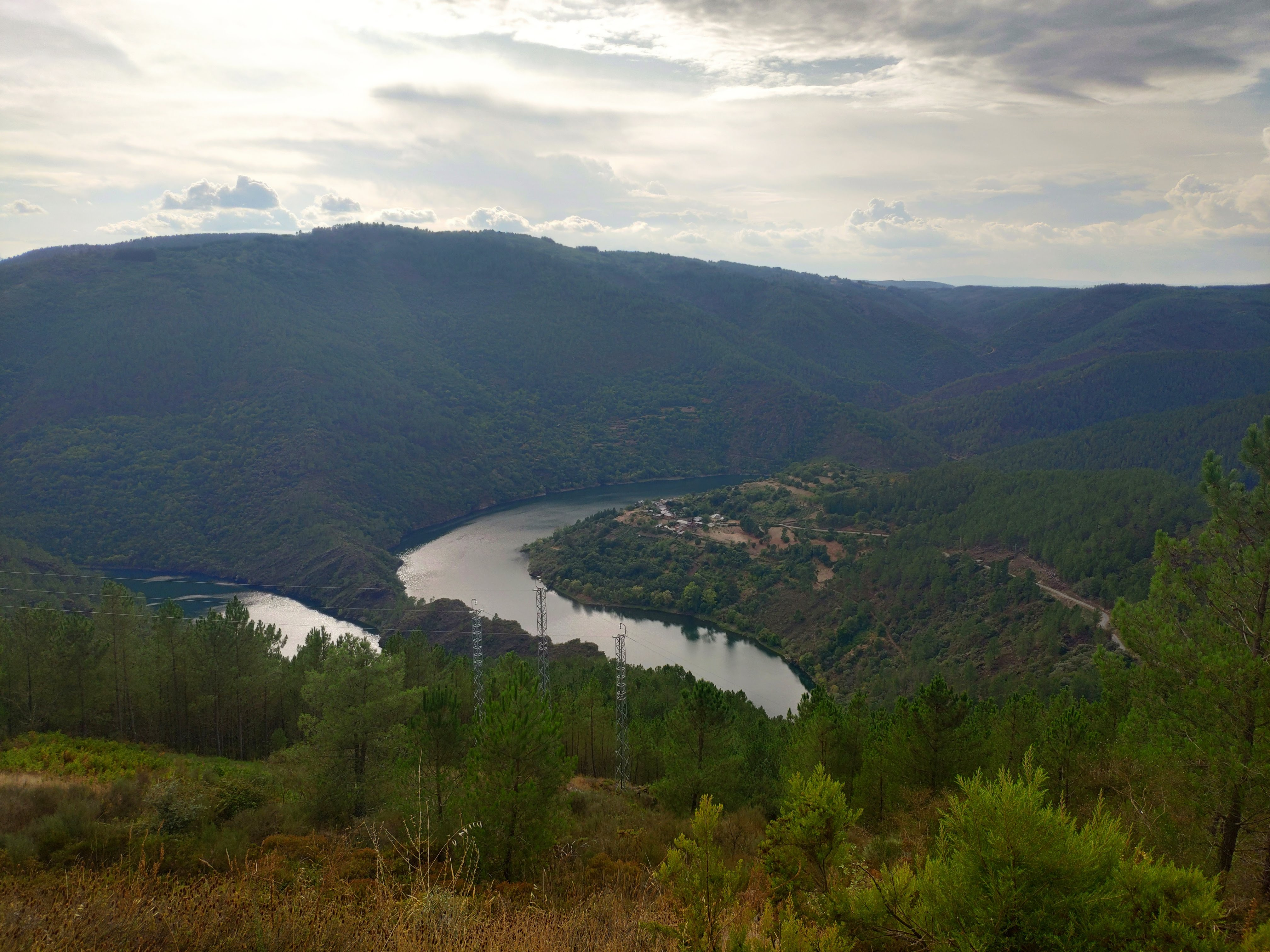
Miradoiro de Louxoá con vistas a la aldea de A Cubela

La puesta en valor de los monumentos locales, como la Iglesia románica de Santa Maria de Torbeo, el Centro de interpretación del Río Sil,  los miradores repartidos por toda la parroquia y el impresionante Meandro de A Cubela, también han sido fundamentales para impulsar el desarrollo de la zona. Estas acciones no solo preservan el patrimonio cultural y natural de Torbeo, sino que también fomentan un turismo responsable y sostenible, contribuyendo a la economía local y mejorando la calidad de vida de sus habitantes. 
La puesta en valor de los monumentos locales, como la Iglesia románica de Santa Maria de Torbeo, el Centro de interpretación del Río Sil,  los miradores repartidos por toda la parroquia y el impresionante Meandro da Cubela, también han sido fundamentales para impulsar el desarrollo de la zona. Estas acciones no solo preservan el patrimonio cultural y natural de Torbeo, sino que también fomentan un turismo responsable y sostenible, contribuyendo a la economía local y mejorando la calidad de vida de sus habitantes.

## Patrimonio
Según el catálogo de elementos a proteger o recuperar del Plan General de Ordenación Municipal (PGOM) del municipio (2009), dentro del término parroquial se encuentran los siguientes elementos.
- La iglesia parroquial de Santa María, en Torbeo[19]
- La capilla de A Cubela[20]

- El pazo de Casanova, en Torbeo[21]
- Casa con fachada de piedra, en Torbeo[22]

Así mismo, al sur de la iglesia parroquial se encuentra el yacimiento arqueológico de la abadía benedictina de Torbeo, incluido en el inventario del patrimonio arqueológico del PGOM.

#### Iglesia de Santa María
El monumento más conocido es la iglesia románica de Santa María del siglo XII, definida como “uno de los mejores y más elegantes ejemplares del románico rural gallego” en el libro de D. José Ramón Fernández, que sobre la misma, publicó el Instituto Diego Velázquez del Consejo Superior de Investigaciones Científicas en 1945.

## Cultura y Tradiciones
Torbeo mantiene vivas varias tradiciones culturales gallegas, como las fiestas religiosas a través de un profundo sentido de comunidad. A continuación las nombramos:

#### Fiestas en honor a Santa María de Torbeo
La celebración más importante de Torbeo se lleva a cabo en honor a Santa María de Torbeo, los días 14, 15 y 16 de agosto. Estas festividades son un momento de encuentro y alegría para todos los habitantes del pueblo.
- 14 de agosto: "A Empanada". Las fiestas comienzan con la tradicional "A Empanada", una comida comunitaria en la que todos los vecinos se reúnen para disfrutar de la famosa empanada gallega. Este evento no solo marca el inicio de las celebraciones, sino que también fortalece los lazos de la comunidad al compartir una tradición culinaria tan arraigada.
- 15 de agosto: Procesión en honor a Santa Maria de Torbeo. El día 15 se celebra la solemne procesión de la Virgen. La imagen de Santa María es sacada de la iglesia y llevada en un recorrido por el pueblo, acompañada por gaiteros que animan la jornada con su música tradicional. Este día es también una ocasión especial para las familias, que se reúnen para un festín en el que el cordero o el cabrito son los platos principales, que han simbolizado históricamente la abundancia y la celebración.
- 16 de agosto: Procesión y "A Queimada". El día 16 se realiza otra procesión, similar a la del día anterior, con gaiteros amenizando el recorrido. Por la noche, los vecinos se reúnen para el acto de "A Queimada", una ceremonia en la que se prepara y se bebe la queimada, una bebida tradicional gallega a base de aguardiente, azúcar, café y cáscaras de limón, a menudo acompañada de un conjuro para espantar los malos espíritus. Este evento marca el fin de las fiestas, cerrando las celebraciones con un fuerte sentido de comunidad y tradición.

#### Fiesta de San Antón
Otra festividad significativa en Torbeo es la celebración en honor a San Antón, el 17 de enero. En esta ocasión, toda la parroquia se congrega en la aldea de A Cubela. La jornada comienza con una misa en la capilla de San Antón, seguida de una comida comunitaria y diversas celebraciones que se extienden durante toda la tarde. Esta fiesta es una muestra más de la fuerte cohesión social y la profunda religiosidad de los habitantes de Torbeo.